# Felix Zwolanowski
Felix Zwolanowski (Düsseldorf, 12 luglio 1912 – 26 novembre 1998) è stato un calciatore tedesco, di ruolo attaccante.